# 興善寺 (白岡市)
興善寺（こうぜんじ）は、埼玉県白岡市にある曹洞宗の寺院。

## 歴史
平安時代前期、慈覚大師円仁によって開山された。以降、室町時代中期までは天台宗の寺院として栄えていた。1502年（文亀2年）、季雲禅師によって曹洞宗に転宗した。
現在の山門は興善寺開創五百年記念事業として建てられたものである。四方の角に四天王を配し、二階に薬師如来を安置しているため、かなり大きな門になっている。

## 文化財
- 木造阿弥陀如来立像（埼玉県指定有形文化財 昭和35年3月1日指定）[3]
- 興善寺中世石造物群（白岡市指定文化財 平成23年6月8日指定）[4]

## 交通アクセス
- 白岡駅より徒歩16分。